# Scintil Photonics
Scintil Photonics est une entreprise française créée en 2018 sur la presqu'île scientifique de Grenoble pour développer et commercialiser des circuits intégrés photoniques sur silicium hétérogène,,.

## Historique
Cette start-up, fondée le 6 novembre 2018 par essaimage du CEA-Leti, a été lauréate en 2018 du concours i-LAB de la BPI. Scintil Photonics est une société qui sous-traite l'intégralité de sa fabrication (« fabless »). Installée à Minatec, elle possède également des bureaux à Toronto.

## Technologie
La technologie développée, appelée « Backside-on-BOX », permet une intégration transparente et étendue des composants optiques actifs et passifs en combinant les matériaux semi-conducteurs silicium et phosphure d'indium III-V (InP/III-V), ce dernier ayant des aptitudes élevées en opto-électronique.
Les matrices d'indium non traitées sont collées à l'arrière des tranches de silicium sur isolant (SOI) traitées, là où c'est nécessaire. Le procédé de fabrication est compatible avec les semi-conducteurs CMOS et s'appuie sur le procédé standard silicium-photonique. Les composants optiques mis en œuvre couvrent une gamme très large.
La fabrication collective de lasers à matériaux semi-conducteurs III-V sur circuit silicium apporte un gain en encombrement, en consommation et en coût du circuit, et cela permet de déployer et d'offrir des solutions de transmissions optiques évolutives avec des coûts, des tailles, et des consommations réduites d'un facteur très important par rapport à l'existant,.
La technologie est protégée par une trentaine de brevets,.

## Développement industriel
Compte tenu des avantages apportés par la technologie dans la communication de données à haut débit et la détection tridimensionnelle (3D), le principal marché visé est celui des transmetteurs optiques à très haute vitesse pour data centers.
En 2019, Scintil Photonics lève quatre millions d'euros auprès de Innovacom, Supernova Invest et Bpifrance, pour démarrer son développement,.
En juin 2022, le tour de table s'élargit avec l'arrivée de Robert Bosch Venture Capital, qui apporte 13,5 millions d'euros. 
À l'occasion de sa venue en région grenobloise le 12 juillet 2022, destinée à présenter le plan national pour le développement de la filière microélectronique, le président de la République Emmanuel Macron « a découvert la start-up Scintil Photonics, spin-off du CEA-Leti »,.
Dans une étude publiée au printemps 2023, le cabinet allemand de conseil en stratégie Roland Berger estime que le marché total des PIC pourrait passer de 39 millions d’unités en 2022 à 300 millions d’unités en 2030, puis entre 1 et 2 milliards d’unités à l’horizon 2040. Le développement devrait concerner principalement trois secteurs industriels stratégiques en Europe : les télécoms, l'automobile, et la santé.